# إي. روي جون
إي. روي جون (بالإنجليزية: E. Roy John)‏ هو عالم أعصاب أمريكي، ولد في 1924، وتوفي في 2009.